# Eois citriaria
Eois citriaria là một loài bướm đêm trong họ Geometridae.